# Eyjeaux
Eyjeaux è un comune francese di 1 223 abitanti situato nel dipartimento dell'Alta Vienne nella regione della Nuova Aquitania.

## Società

### Evoluzione demografica
Abitanti censiti